# Lyriothemis magnificata
Lyriothemis magnificata – gatunek ważki z rodziny ważkowatych (Libellulidae).